# Uglier Than They Used ta Be
Uglier Than They Used ta Be es el cuarto álbum de estudio de la agrupación estadounidense Ugly Kid Joe. El 4 de febrero de 2015, la banda emprendió una campaña en la plataforma pledgemusic.com para recaudar los fondos para la distribución del disco. Uglier Than They Used ta Be es el primer larga duración de la banda después de Motel California de 1996.

## Lista de canciones
1. "Hell Ain't Hard to Find" – 3:48
2. "Let the Record Play" – 3:50
3. "Bad Seed" – 5:00
4. "Mirror of the Man" – 3:55
5. "She's Already Gone" – 4:21
6. "Nothing Ever Changes" – 3:23
7. "My Old Man" (con Phil Campbell de Motörhead) – 3:41
8. "Under the Bottom" (con Phil Campbell de Motörhead) – 5:47
9. "Ace of Spades" (cover de Motörhead) (con Phil Campbell de Motörhead) – 2:44
10. "The Enemy" – 6:06
11. "Papa Was a Rolling Stone" (cover de The Undisputed Truth cover) (con Dallas Frasca) – 5:46

## Créditos
- Whitfield Crane – voz
- Dave Fortman – guitarra, producción
- Klaus Eichstadt – guitarra
- Sonny Mayo – guitarras adicionales
- Cordell Crockett – bajo
- Shannon Larkin – batería
- Zac Morris – batería adicional
- David Troia - ingeniería
- Phil Campbell – guitarrista invitado[2]